# A Szabadság
A Szabadság a Magyar Munkáspárt hivatalos hetilapja, pártlap. 1989-ben alapították, a régi Népszabadság szellemiségének továbbvitele érdekében. Megjelenik minden szombaton.

## Története
A lap 1989 óta jelenik meg folyamatosan, heti rendszerességgel, első számát még 1989. november 25-én adták ki. 2006 májusáig az újság fekete-fehér volt (leszámítva a fejlécet, amely piros betűkkel volt szedve, illetve a későbbiekben a piros, majd rózsaszín nyomás egyre sűrűbben bukkant fel a hasábokon). Ebben az időszakban hetente körülbelül 10 000 példány fogyott belőle és újságárusoknál is kapható volt. 2006 májusa és 2007 áprilisa között a Munkáspárt anyagi gondjai miatt csak az interneten jelent meg, de már színesben, nagy képekkel. 2007 áprilisa óta ismét nyomtatják, átdolgozott külalakkal, csökkentett példányszámmal. 2010-től a lap egyes részei ismét fekete-fehérek lettek, gyakorlatilag fele-fele arányban lett színes és fekete-fehér az újság. Ez év októberétől, ha szerény példányszámban is, de az újságárusoknál is kapható lett a lap.
A Szabadság főként az előfizetőkből tartja fönn magát, akik főleg a Munkáspárt tagjai, aktivistái. Az újság emellett nagy szerepet játszik a választók megnyerésében, helyi rendezvényeken gyakran kerül kiosztásra. Létezik emellett a Szabadság Alapítvány, amely közvetlenül segíti a lap működését, fenntartását is.
2020-tól az újság átköltözött a hetilapunk.hu címre, ahol online is olvasható, más hírekkel egyetemben.

## Tartalma

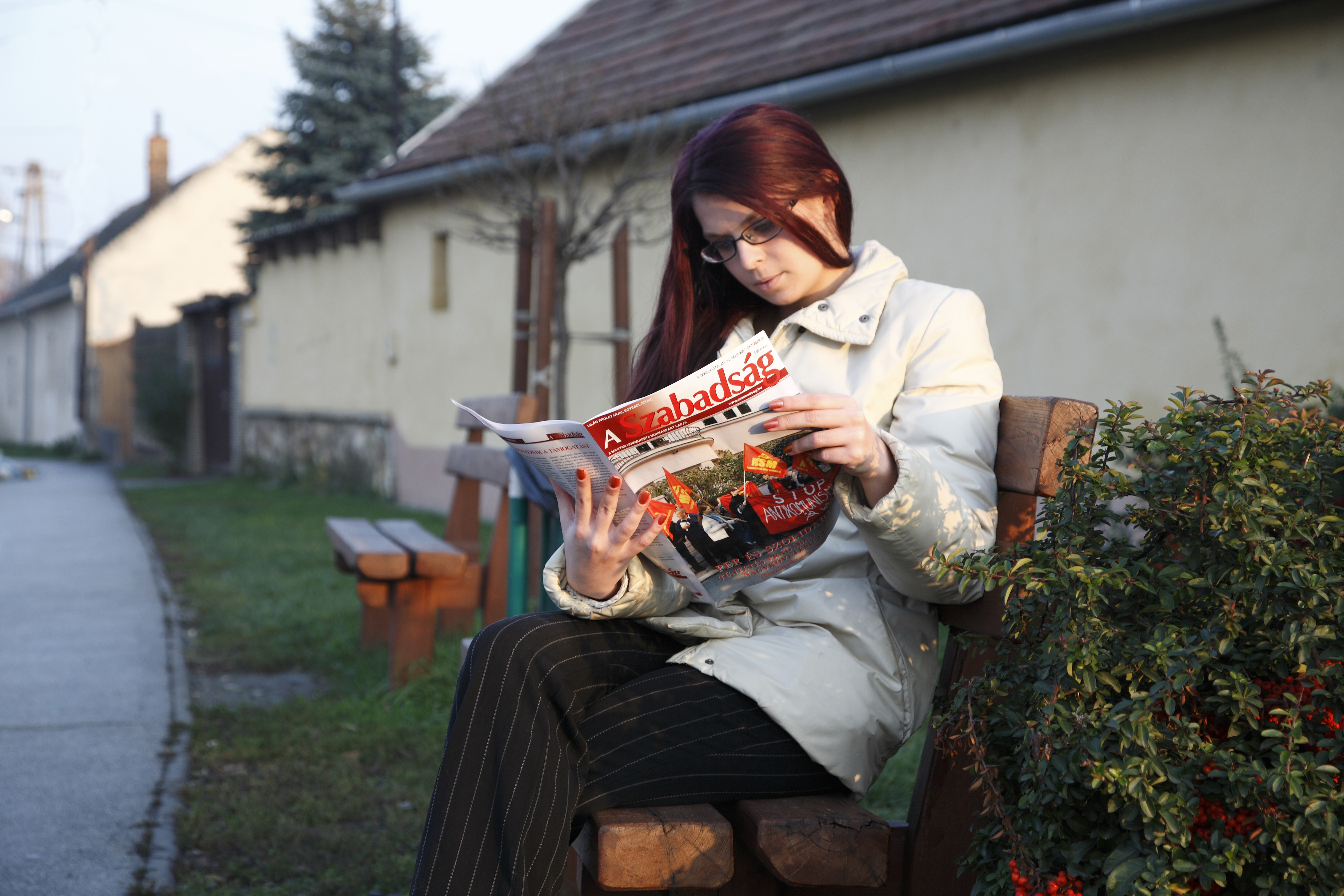
A Szabadság hetilapot olvasó lány

A Szabadság a marxista-leninista ideológiát követve tudósít a gazdaságról, politikáról, az emberek helyzetéről és életéről. Főleg a kommunista mozgalmak híreivel foglalkozik, külföldivel, belföldivel egyaránt. Tudósít a párt életéről; a lapon keresztül informálódnak a párttagok országszerte a párton belüli eseményekről, pártrendezvényekről. A szakszervezetekkel kapcsolatos hírekről is rendszeresen beszámol. Az újság indulásától kezdve teret engedett az olvasók által beküldött cikkeknek is. Noha a Munkáspárt kapcsolatban áll külföldi kommunista pártok lapjaival, mégsem hasonlít igazán egyikhez sem.
A lap ára előfizetőknek havonta 1200 forint, függetlenül a havonta megjelenő számoktól. Ezt a „csonka” hónapokban (amikor egy pénteki nap valami oknál fogva kimarad, például ünnepnap) úgy oldják meg, hogy az egyik lapszámot 12-ről 16 oldalasra emelik. Az év végi utolsó szám hagyományosan 20 oldalas. Az előfizetési díj fele egyébként közvetlenül a Munkáspártot támogatja, másik fele kerül csak az újság fenntartására.

## Szerkesztőség
Az lap első kiadása 2006-ig valódi szerkesztőséggel rendelkezett, hivatásos újságírókkal. Első főszerkesztője Horváth J. Ferenc volt, majd a későbbiekben Vida János vette át a stafétabotot, utolsó felelős szerkesztője pedig Szabados Judit volt. 2006-2007 között valódi szerkesztősége nem volt; egyetlen szerkesztőjeként Székely Péter volt megnevezve. A 2010-es újraárusítással egy időben ismét kialakult egy csapat, az új felelős szerkesztő pedig Fogarasi Zsuzsanna lett. Az ő távozásával 2014-től Frankfurter Zsuzsanna a felelős szerkesztő.